# Halichondria oxiparva
Halichondria oxiparva är en svampdjursart som först beskrevs av Sarà 1978.  Halichondria oxiparva ingår i släktet Halichondria och familjen Halichondriidae. Inga underarter finns listade i Catalogue of Life.